# Jessika (Sängerin)

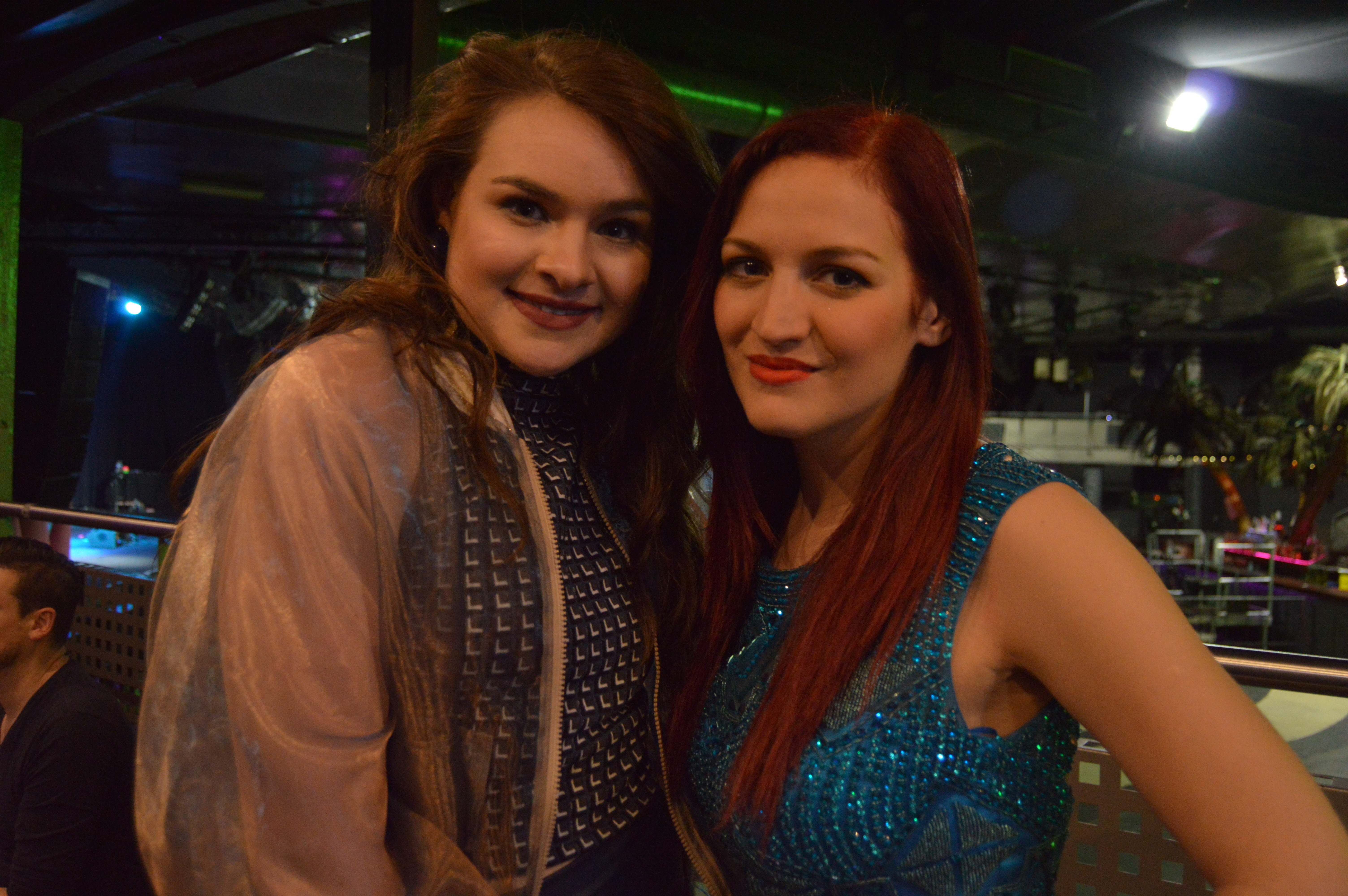
Jessika (rechts) mit ihrer Duettpartnerin Jenifer Brening (2018)

Jessika (bürgerlich Jessica Muscat; * 27. Februar 1989 in Mosta) ist eine maltesische Sängerin und Songwriterin.

## Leben
Jessika wurde 2008 während des Malta Song for Europe Festival, wo sie mit dem Song Tangled auftrat, entdeckt. Im selben Jahr veröffentlichte sie das Lied Sweet Temptation und erreichte damit den zweiten Platz im Malta Hit Song Festival. Im Folgejahr gab sie Konzerte in England und nahm Gesangsunterricht bei Seth Riggs in Hollywood. 2011 machte sie ihren Bachelor in Kommunikationswissenschaft und Lehramt.
2011 nahm Jessika das erste Mal an Malta Eurovision Song Contest, der maltesischen Vorentscheidung für den Eurovision Song Contest, mit dem Lied Down Down Down teil. Im darauf folgenden Jahr gab es eine erneute Teilnahme ihrerseits mit dem Lied Dance Romance. 2013 war sie mit Ultra Violet, welches von Philip Vella, Gerard James Borg und Thomas G:son geschrieben wurde, erneut beim Vorentscheid dabei. In der darauffolgenden Ausgabe gewann die Sängerin mit der Single Hypnotica das Televoting, jedoch erreichte sie am Ende aufgrund des Juryvotings nur den achten Platz. 2014 erreichte sie mit dem Lied Fandango erneut das Halbfinale, welches am 21. November 2014 in Marsa stattfand. Sie erreichte das Finale und belegte den neunten Rang. 2016 erreichte sie mit The Flame den siebten Platz im Finale.
2018 bewarb sie sich beim san-marinesischen Online-Vorentscheid 1in360 und wurde von der Jury unter die besten elf Kandidaten gewählt. Dort sang sie unter anderem den Song Who We Are zusammen mit Irol, mit dem sie ins Finale einzog. Irol entschied sich allerdings dazu, seinen Rap-Part aufzugeben. Stattdessen sprang die deutsche Sängerin Jenifer Brening für ihn ein. Die beiden gewannen schließlich den Vorentscheid und vertraten San Marino am 10. Mai im zweiten Halbfinale des Eurovision Song Contest 2018. Sie konnten sich allerdings nicht für das Finale qualifizieren.
Momentan arbeitet Muscat als Sängerin, Schauspielerin und als Lehrerin für Spanisch.

## Diskografie

### Alben
- 2009: Home Run

### Singles
- 2008: Tangled
- 2008: Sweet Temptation
- 2009: I’m a lil’ bit crazy
- 2011: Down Down Down
- 2012: Dance Romance
- 2013: Ultra Violet
- 2014: Hypnotica
- 2014: Fandango
- 2016: The Flame
- 2018: Who We Are (feat. Jenifer Brening)